# Kent Acres
|  | Dieser Artikel wurde aufgrund von inhaltlichen Mängeln auf der Qualitätssicherungsseite des Projektes USA eingetragen. Hilf mit, die Qualität dieses Artikels auf ein akzeptables Niveau zu bringen, und beteilige dich an der Diskussion! Eine nähere Beschreibung der zu behebenden Mängel fehlt. |

Kent Acres ist eine kleine Stadt im Kent County im US-Bundesstaat Delaware, Vereinigte Staaten. Das U.S. Census Bureau hat bei der Volkszählung 2020 eine Einwohnerzahl von 2.144 ermittelt. Die geographischen Koordinaten sind: 39,13° Nord, 75,51° West. Das Stadtgebiet hat eine Größe von 2,4 km².